# Kristian Pietras
Kristian Pietras, född 9 januari 1974, är en svensk professor i molekylär medicin vid Lunds universitet. Han valdes även in i Sveriges unga akademi på ett femårigt mandat 2013 och var mellan 2017 och 2018 akademins ordförande.

## Karriär
Pietras läste biomedicin vid Uppsala universitet och disputerade vid Ludwiginstitutet 2002 med en avhandling om PDGF-signalering i tumörvävnad. Därefter följde han upp med en postdoc hos Douglas Hanahan vid University of California i San Francisco. År 2012, vid 38 års, ålder kallades Pietras som professor till Lund, vilket väckte uppmärksamhet bland annat med tanke på hans förhållandevis låga ålder. Rekryteringen möjliggjordes efter en donation på 10 miljoner kronor från Birgitta och Göran Grosskopf. Hans forskargrupp har huvudsakligen fokuserat på att studera olika tumörers mikromiljö och han själv har sagt till Barncancerfonden att han fascineras av tumörernas arkitektur. Man har identifierat olika typer av bindväv bildade i tumören och dess närhet som ger försämrad prognos och avser att utveckla kandidater till framtida terapier, särskilt för varianter med sämre prognos.
Hans forskningsrapporter har citerats över 20 000 gånger med ett h-index i mars 2024 på 53.
Tillsammans med hustrun har han tre barn.

## Utmärkelser
- 2012 - Anders Jahres medicinska pris för yngre forskare för "sin forskning på mekanismer som reglerar blodförsörjning till cancertumörer och möjligheten till at angripa dessa i cancerbehandling".[13]
- 2017 - Fernströmpriset (svenska priset) för "sin banbrytande forskning om samspelet mellan tumörceller och deras omgivning, vilket kan leda till nya behandlingar vid cancer".[14]
- 2019 - Göran Gustafssonpriset i medicin för "genombrytande analys av den cancerassocierade mikromiljön och dess roll i tumörutveckling."[11]